# 长良号轻巡洋舰

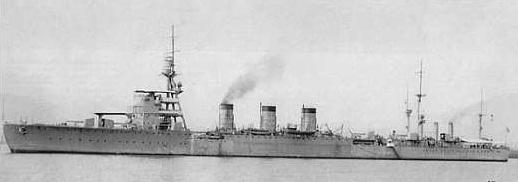
長良號輕巡洋艦

長良號輕巡洋艦（日语：／ Nagara ?），是舊日本帝國海軍長良級輕巡洋艦1號艦。該艦得名於日本中部地方的长良河。

## 背景
日本海军原计划将长良号和她的姐妹舰们用于驱逐舰队的旗舰。珍珠港事件发生后，长良号在入侵菲律宾和东印度群岛的行动中戰記表现突出。

## 设计
长良级轻巡洋舰与球磨級輕巡洋艦基本相同。二者船体的设计、动力装置以及武器装备的布局皆相同，主要差别在于舰桥的设计。为了安装水上飞机机库和发射平台，长良级的舰桥被拔高。另外，长良级上多一座93式鱼雷发射管，其船体也因此被延长。
所有的长良级轻巡洋舰均在服役过程中接受了改装，改装方式各不相同。

## 服役史
1920年9月9日，长良号的龙骨铺设完毕。1922年4月25日，长良号在佐世保海军工厂下水完工。1922年4月21日，长良号正式服役。随后，长良号被分配至旅顺镇守府，并在旅顺和青岛间的海域进行巡逻。1933年11月至1934年11月，该舰舰长由高木武雄担任。在日本侵华战争不断扩大的情况下，长良号参加了淞沪会战，并在战役结束后于在长江以及中国海岸附近执行巡逻任务。1939年2月，长良号，妙高号及那智号在参加了海南岛作战。1941年1月30日到4月8日，长良号参加了日軍入侵法屬印度支那的行动。1941年6月10日到1941年9月9日，长良号护送运载日军部队的船只在中国南方登陆。

### 菲律宾及荷属东印度群岛作战
1941年9月10日，长良号、足柄号、球磨号、名曲号和第5驱逐舰队被分配至高桥伊望中将的第3舰队第16巡洋舰队。1941年11月26日，珍珠港事件爆发时，长良号为第4急袭舰队旗舰，停泊于帛琉。
1941年12月11日至12日，长良号在菲律宾吕宋的黎牙實比市为日军登陆部队提供掩护。1941年12月24日至30日，她又掩护其他日军部队在吕宋东南部的多个要地登录。
1942年1月，长良号负责护送佐世保第1特别海军登陆部队在苏拉威西岛登录。1942年1月25日，初春号驱逐舰在肯達里和长良号相撞。船体受损的长良号随后返回达沃接受修理。舰队旗舰被换为初春号。
1942年2月4日，长良号返回苏拉威西岛，并被重新任命为旗舰，负责在登陆望加錫的作战中提供掩护。1942年2月6日午夜，美国海军杜父鱼号潜艇发现了进攻舰队。杜父鱼号将长良号误认为一艘天龙级巡洋舰并向其发射两枚Mk 14型鱼雷，其中一枚鱼雷脱靶，另一枚爆炸过早。
1942年2月17日，长良号护送运载着日本陆军第48师团的船队，前往巴厘岛和爪哇登陆。在此次作战中，皇家海军渎职者号潜艇发现长良号并向其发射6枚鱼雷，全部没有命中。
1942年3月10日，第3舰队被第2南遣舰队取代。长良号依然隶属于第16巡洋舰队，该舰队另两艘成员为鬼怒号和名取号。
1942年3月29日，长良号参加了圣诞岛战役。在此次作战中，美国海军海浪号潜艇向长良号发射三枚鱼雷，全部没有命中。
1942年，长良号启航前往日本。1942年4月12日只24日，长良号进入舞鶴海軍工廠的干船坞。

### 中途岛战役
长良号在中途岛战役中伴随四艘日本航空母舰行动。1942年6月4日，鹦鹉螺号潜艇试图以鱼雷攻击雾岛号，长良号试图发动反击，不过失败。在赤城号中弹起火后，南云中将先后将旗舰设为野分号和长良号。
1942年6月13日，长良号安全返回日本。船上所载的500名伤员，于当月15日被移动至冰川丸号医疗船。

### 所罗门群岛海战
1942年7月14日，长良号所在的第10战队被分配至第3舰队.第3舰队于1942年8月16日启程前往加罗林群岛特鲁克岛。
1942年8月25日，长良号参加东所罗门海战，不过她没有在战斗中受损，并在1942年9月5日抵达特鲁克。长良号在9月份多次从特鲁克岛前往所罗门群岛。1942年10月25日到26日，长良号参加圣克鲁斯群岛战役并无伤返回特鲁克。
1942年11月9日，在一次为瓜岛输送14500名士兵，重武器和补给的增援行动中，长良号被派去给比睿号和雾岛号打掩护。在他们登陆之前，战列舰对亨德森机场进行了炮击。这次任务最终演变成了1942年11月13日的第一次瓜達爾卡納爾海戰。夕立号和晓号驱逐舰在战斗中沉没，比睿号战列舰，天津风号，村雨号，雷号驱逐舰受损。美国海军旧金山号重巡洋舰发射的一枚130毫米炮弹击中长良号并导致6名船员阵亡，船身轻微受损。长良号随后护送比睿和雾岛号向西撤退，不过比睿号随后被来自企业号，亨德森机场以及埃斯皮里图桑托岛的美军飞机击沉。
随后，三川軍一中将搭成鸟海号重巡洋舰，在衣笠号重巡洋舰，五十鈴號輕巡洋艦，荒潮号驱逐舰，朝潮号驱逐舰的伴随下，前往瓜岛。他打算利用他的巡洋舰炮击亨德森机场并实施原始计划。摩耶號，铃谷号重巡洋舰，天龙号轻巡洋舰，风云号，卷云号，夕云号，满潮号驱逐舰随行。雾岛号战列舰、愛宕号、高雄号重巡洋舰、长良号轻巡洋舰和其他六艘驱逐舰则组成一支掩护舰队。
1942年11月15日，第二次瓜岛海战爆发。长良号以及其他驱逐舰向美军发射了93式鱼雷，并施以炮火攻击。在整个战斗中，日方共向美国海军南达科他号战列舰发射超过30枚鱼雷，没有一发命中。美军有两艘驱逐舰（普雷斯顿号和沃尔克号）在战斗中被击沉，日方损失雾岛号战列舰和凌波号驱逐舰。长良号没有在战斗中受损，并在1942年11月18日返回特鲁克。
1942年11月20日，长良号成为第4战队旗舰。新建成的阿賀野號輕巡洋艦成为第10战队旗舰。第4战队下辖3个驱逐舰队共9艘驱逐舰。（第2驱逐舰队3艘，第9驱逐舰队2艘，第27驱逐舰队4艘）
长良号于1942年年末返回舞鹤接受改装，改装后，其5号140毫米炮被移除。在塞班岛附近进行炮击训练时，长良号上发生了一起爆炸事故，上层建筑轻微受损。1943年1月25日，长良号返回特鲁克。
2月初，长良号参加了日军撤离瓜岛的行动（ケ号作戦），累计运载士兵11700人。

### 南太平洋的行动
1943年7月，长良号参加了对隼鷹號航空母艦的护航，后者正运载飞机前往新几内亚的卡维恩。长良号在一个早晨触雷。水雷导致长良号船尾底部轻微受损，但长良号依然可以航行。
1943年7月20日，第4战队被解散，长良号取代神通号轻巡洋舰成为第2舰队第2战队的旗舰。8月20日，新服役的能代号取代长良号成为第2战队旗舰。长良号被重新分配到第8舰队，舰队指挥官为海军中将鲛岛具重男爵。长良号亦返回舞鹤接受改装，改装中，长良号被安装了一座21式对空搜索雷达和四座双联装九六式25毫米高射机炮。
1943年11月1日，长良号代替鹿岛号训练巡洋舰成为第4舰队旗舰。1943年11月14日，长良号将受损的阿贺野号拖回特鲁克，后者先前遭到美国海军滑冰号潜艇袭击。
1943年11月22日，长良号从特鲁克出发，前去迎战入侵塔拉瓦的美军。1943年11月26日，她抵达瓜加林環礁。她遭到了从美国海军企业号航空母舰和埃塞克斯号航空母舰上起飞的TBF復仇者式轟炸機和SBD无畏式俯冲轰炸机的攻击并受损。1944年1月，她因受损足够严重获准返回日本。
1944年1月26日起，长良号再次在舞鹤海军工厂接受改装。7号140mm舰炮被一座127毫米炮取代。船首和船尾原有的双联装鱼雷发射管被船尾的两座四联装鱼雷发射管取代。飞机弹射器则被两座三联装96式25毫米高射机炮取代。改装后，长良号共有22管25毫米高射机炮（2x3、6x2、4x1）。船尾安装了深水炸弹投放轨道，船首安装一台93式水下听音器。
1944年5月15日，长良号取代龙田号轻巡洋舰成为第11战队旗舰，该战队直属于联合舰队。她一直在日本附近和新建驱逐舰一同训练。当年6月和7月，她先后前往小笠原群岛和沖繩縣，以执行护航任务。1944年7月2日，长良号上又增加了10座单联装96式25毫米高射机炮和一座22式对海搜索雷达。
1944年8月7日，长良号在从鹿儿岛开往佐世保的途中，被美国海军石首魚号潜艇发现。石首魚号开到距离长良号1300码的地方，并发射船尾全部4枚鱼雷。其中一枚击中长良号右弦后部。长良号最终沉没于天草群岛附近。具体坐标为32°09′N 129°53′E / 32.150°N 129.883°E。船上348人（包括舰长）随舰沉没，235人获救。1944年10月10日，长良号被除籍。